# Jiangbei (Ningbo)

Lage von Jiangbei im Gebiet der Stadt Ningbo

Der Stadtbezirk Jiangbei (江北区; Pinyin: Jiāngběi Qū) ist ein Stadtbezirk der Unterprovinzstadt Ningbo der ostchinesischen Provinz Zhejiang. Er hat eine Gesamtfläche von 207,5 km² und zählt 488.885 Einwohner (Stand: Zensus 2020).

## Administrative Gliederung
Auf Gemeindeebene setzt sich der Stadtbezirk aus neun Straßenvierteln und drei Großgemeinden zusammen. 